# Étienne Quiniou
Pour les articles homonymes, voir Quiniou.

a Compétitions nationales et continentales officielles uniquement.

b Matchs officiels uniquement.
Dernière mise à jour le 27 juillet 2020.
Étienne Quiniou, né le 21 janvier 1992 à Haguenau, est un joueur français de rugby à XV qui évolue au poste de demi de mêlée.

## Biographie
Étienne Quiniou commence le rugby dès l'âge de 4 ans au sein du FC Haguenau, club créé par son grand-père où jouait également son père,. Demi d'ouverture de formation dans son club alsacien, il se convertit au poste de demi de mêlée lorsqu'il intègre en parallèle le pôle espoirs de Dijon en 2007 pour un cycle de trois ans, durant lesquelles il connaît plusieurs sélections en équipes de France junior, entre autres avec les moins de 17 ans.
Il traverse la France en 2010 pour signer en Pro D2 avec le centre de formation de l’US Dax, club dans lequel il retrouve deux de ses partenaires du pôle espoirs de Dijon, Maxime Mathy et Kévin Boukechiche, et y est présenté en tant que troisième demi de mêlée de l'effectif professionnel. Un an plus tard, alors que Quiniou a été officieusement nommé révélation de la saison, lui permettant ainsi de parapher un contrat espoir, il est appelé pour intégrer le Pôle France et la promotion 2010-2011 Adrien Chalmin. Après cette année partagée entre les Landes et l'Essonne et des sélections nationales en catégorie des moins de 19 ans, il participe avec l'équipe de France des moins de 20 ans au championnat du monde junior 2012. Il signe en 2013 un nouveau contrat espoir d'une saison.
Non conservés à l'intersaison 2014 par l'US Dax, Quiniou et son partenaire de club Noa Soqeta signent un contrat avec l'US Romans Péage en Fédérale 1,. Après une saison, il rejoint l'US bressane. En recherche de temps de jeu, il signe la saison suivante avec le Stade Rodez, puis rejoint le SO Chambéry deux saisons plus tard.
Alors que la saison 2019-2020 a été interrompue par la pandémie de Covid-19 en France, il retourne au sein de son club formateur en Fédérale 3, le RC Haguenau, en tant que joueur et entraîneur adjoint,.

## Palmarès
- Championnat de France de 2e division :
  - Demi-finaliste : 2012.